# Jaqueline Cristian
Jaqueline Adina Cristian (n. 5 iunie 1998, București, România) este o jucătoare de tenis română. Cea mai bună clasare a sa la simplu în clasamentul WTA este locul 49 mondial, în iunie 2025, iar la dublu locul 108 mondial, în mai 2025.
La vârsta de 13 ani a câștigat turneul ”Les Petits As”, învingând-o în finală pe deținătoarea titlului mondial și favorita numărul 1 a competiției, americanca Alicia Black. Jaqueline a fost numărul 1 în clasamentul european printre tenismane sub vârsta de 14 ani. A câștigat 14 titluri ITF la simplu și 10 la dublu.
Jucătoarea româncă a jucat la Jocurile Olimpice de Vară de la Paris 2024, împotriva franțuzoaicei Carolina Garcia, unde a adus victoria compatrioților săi. Perechea Ana Bogdan și Jacqueline Cristian a fost eliminată, luni, în primul tur al probei de dublu din cadrul Jocurilor Olimpice de la Paris.

## Carieră
Cristian și-a făcut debutul pe tabloul principal al turneului WTA la BRD Bucharest Open 2015 în proba de dublu, alături de Elena-Gabriela Ruse. În martie 2017, ea a primit un wildcard în tragerea la sorți de calificare la Miami Open. Prima finală WTA a jucat-o la Bucharest Open 2019 în proba de dublu, alături de Elena-Gabriela Ruse, unde a pierdut în fața perechii Viktóriei Kužmová și Kristýna Plíšková.

### 2021: Debut în Top 100
Ea a ajuns în sferturile de finală ale unui turneu WTA pentru prima dată în carieră la St. Petersburg Ladies' Trophy, turneu de nivel WTA 500, unde a pierdut în fața a capului de serie Svetlana Kuznetsova. În septembrie, ea a ajuns în semifinalele Astana Open 2021 pentru prima dată în carieră într-un turneu WTA.
Cristian a ajuns în sferturile de finală ale primei ediții a Transylvania Open 2021 grație unui wildcard, unde a pierdut în fața capului de serie nr.1 Simona Halep. A intrat în Top 100 la 8 noiembrie 2021. La Linz Open 2021, ea a ajuns în finală după retragerea lui Halep din cauza unei accidentări din semifinală, unde a fost învinsă de americanca Alison Riske cu scorul de 6-2, 2-6, 5-7.

### 2022: Debut la Australian Open, accidentare
Cristian a început sezonul 2022 la Melbourne Summer Set 1 unde a fost învinsă de estonianca Kaia Kanepi în trei seturi. Două săptămâni mai târziu, a participat la Sydney International unde a învins-o în turul unu pe Priscilla Hon în două seturi consecutive părăsind apoi turneul în faza optimilor fiind învinsă de capul de serie nr.3 Barbora Krejcikova în două seturi consecutive. La 17 ianuarie a debutat pe tabloul principal al unui Grand Slam la seniori învingând-o pe Greet Minnen în două seturi consecutive, calificându-se în turul secund la Australian Open 2022, unde a fost învinsă de americanca Madison Keys.
La Qatar Open 2022, unde a intrat ca lucky loser pe tabloul principal, a învins-o în două seturi pe Elena Rîbakina, cap de serie nr.11. În runda a doua, în meciul contra rusoaicei Daria Kasatkina, când conducea cu 6–2, 2–2, s-a accidentat la genunchiul drept, întrerupând meciul și find forțată să ia o pauză îndelungată. A revenit pe terenul de tenis după șase luni, la US Open 2022, unde a intrat direct pe tabloul principal, însă a fost eliminată din prima rundă de numărul 2 mondial Anett Kontaveit în două seturi.
Cristian a câștigat turneul ITF de la Le Neubourg, Franța, pe terenuri dure. Ea le-a învins pe Kartal, Partaud, Bonaventure și Tan, cedând un set în fiecare dintre cele patru meciuri disputate. În finală, s-a confruntat cu belgianca Magali Kempen, locul 327 WTA. Cristian a câștigat în seturi consecutive, într-un meci care a durat o oră și 33 de minute. Apoi, a participat la prima ediție a turneului  Tallinn Open, unde a fost eliminată în runda de deschidere de britanica Katie Boulter, venită din calificări, într-un meci care a durat 63 de minute.

### 2024: Sferturi la WTA 500, revenire în top 70
În 2024, a intrat la turneul WTA 500 Linz Open ca lucky loser și a învins-o pe Nadia Podoroska. Acasă, la Cluj Napoca, ea a ajuns pentru prima dată în carieră în semifinale la acest turneu. A fost prima ei semifinală în circuitul WTA din iulie 2023, de la Praga.
La ediția 2024 a Credit One Charleston Open, ea le-a învins pe Sachia Vickery, Madison Keys, cap de serie nr. 8 și Emma Navarro, cap de serie nr. 10, pentru a ajunge în sferturile de finală. Este pentru a doua oară în carieră când Cristian avansează în sferturile unui turneu WTA 500, după turneul de la Sankt Petersburg 2021. A ajuns în runda a treia la turneul WTA 1000 Madrid Open 2024, învingându-le pe Magdalena Frech și pe Barbora Krejcikova, cap de serie nr. 22, și a urcat în top 70 în clasament.

## Galerie

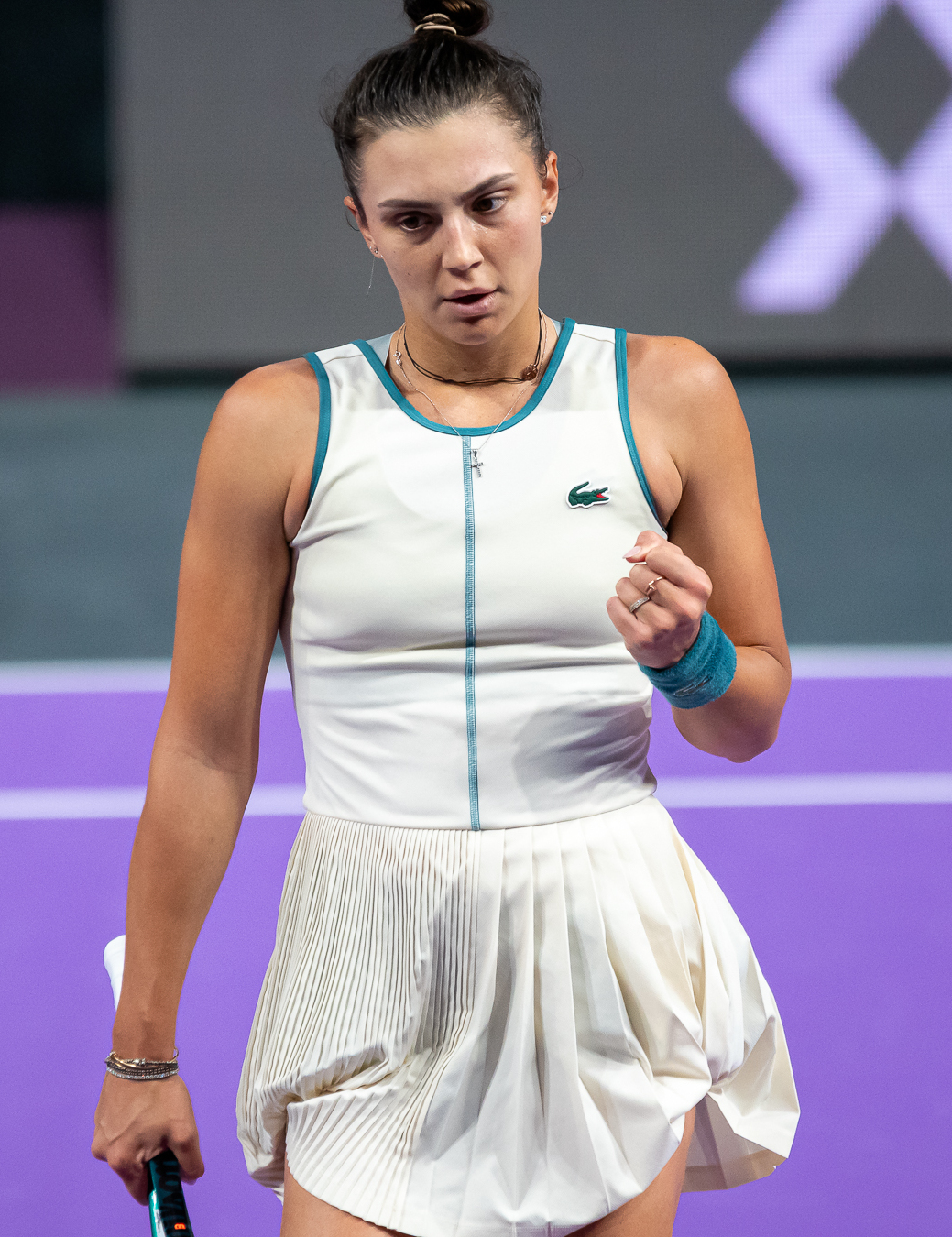
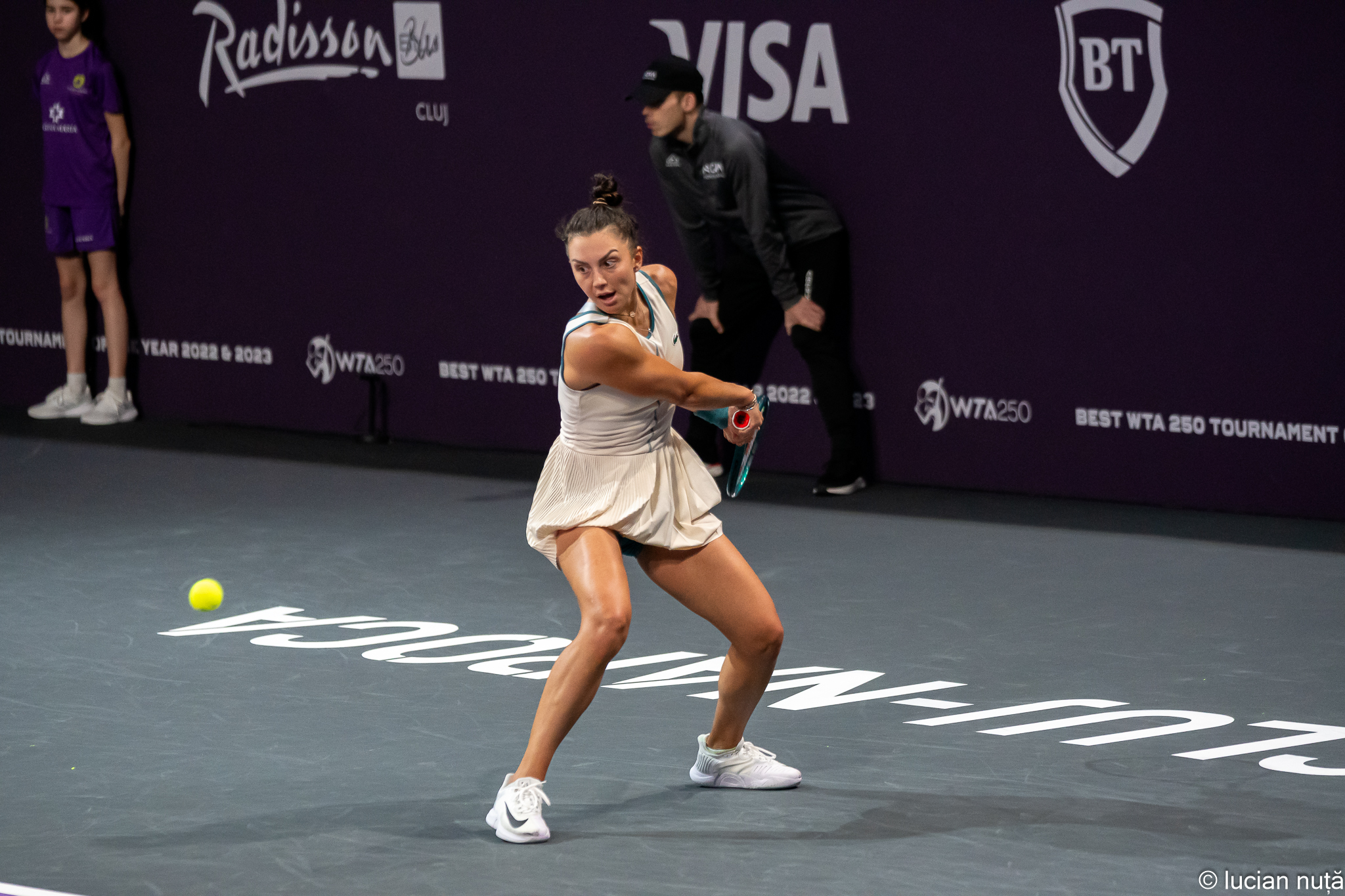
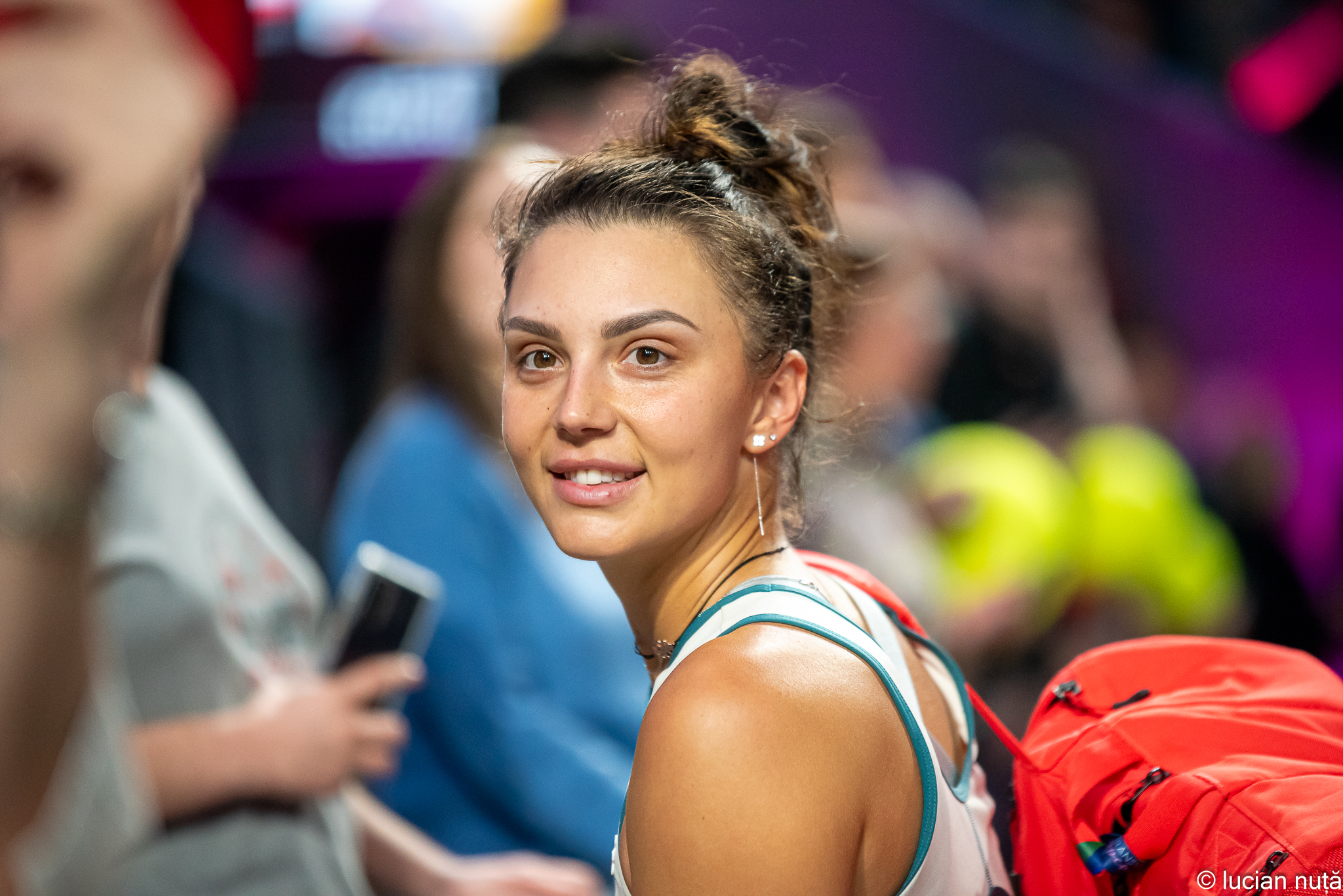
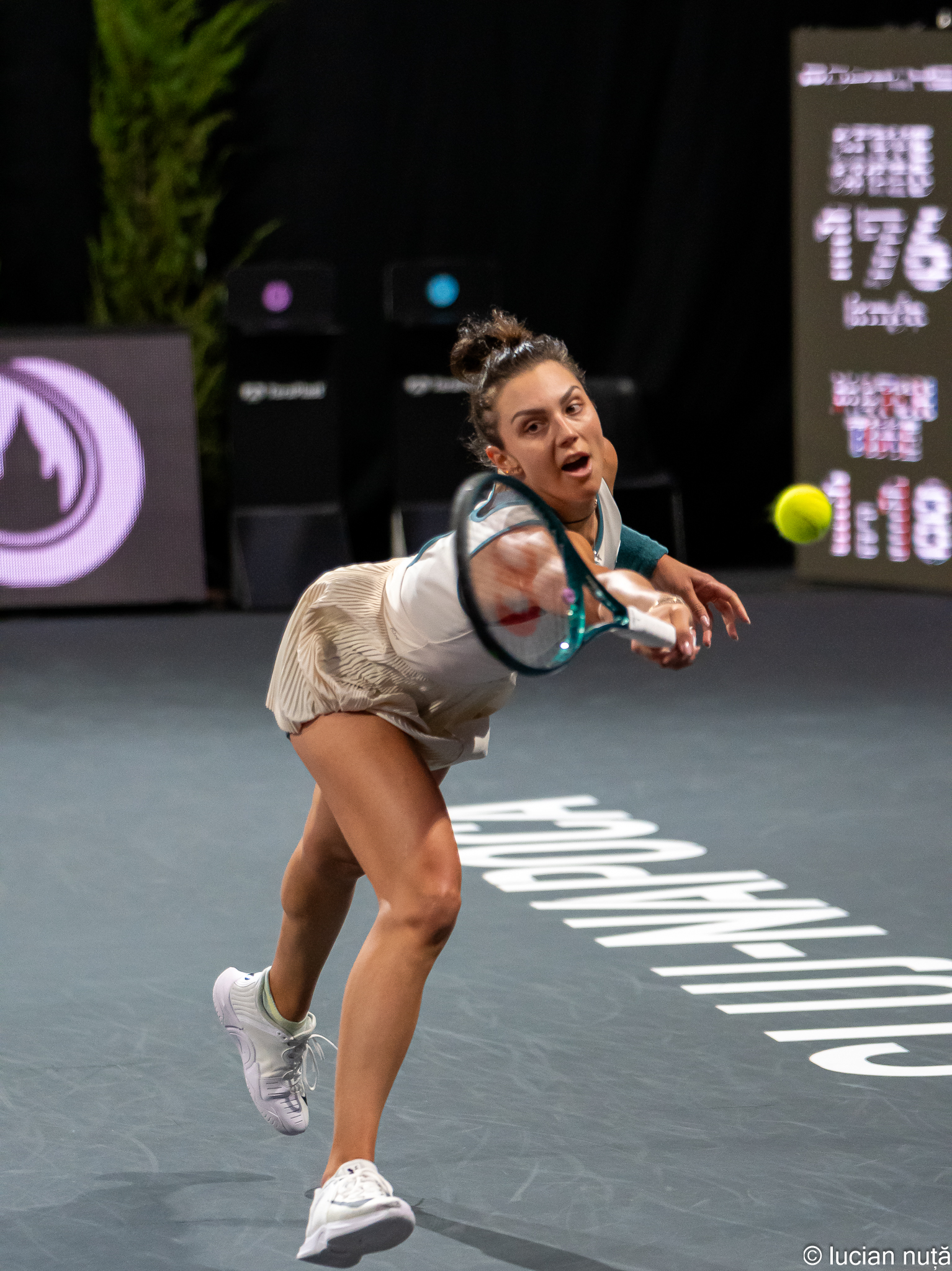
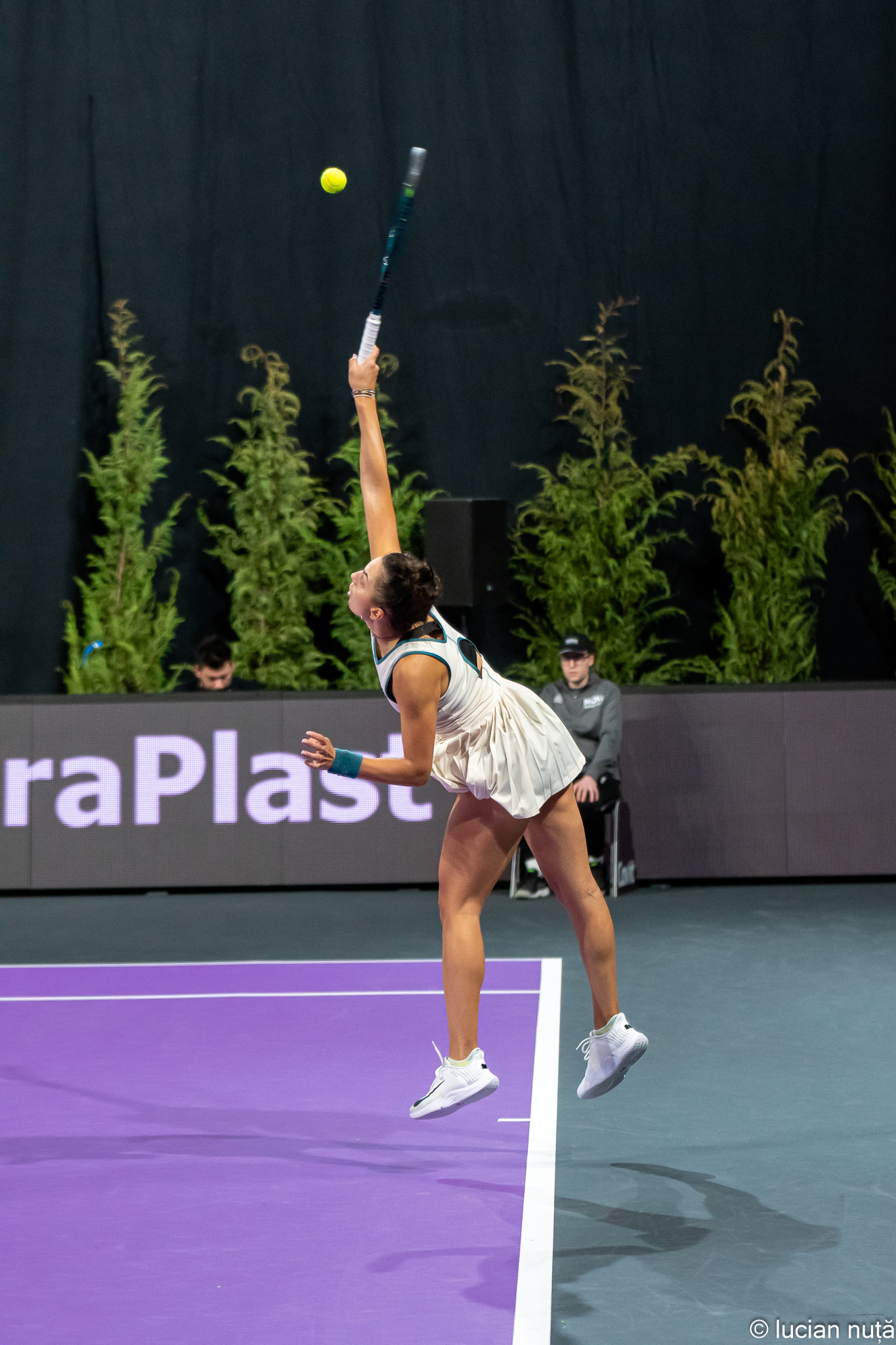
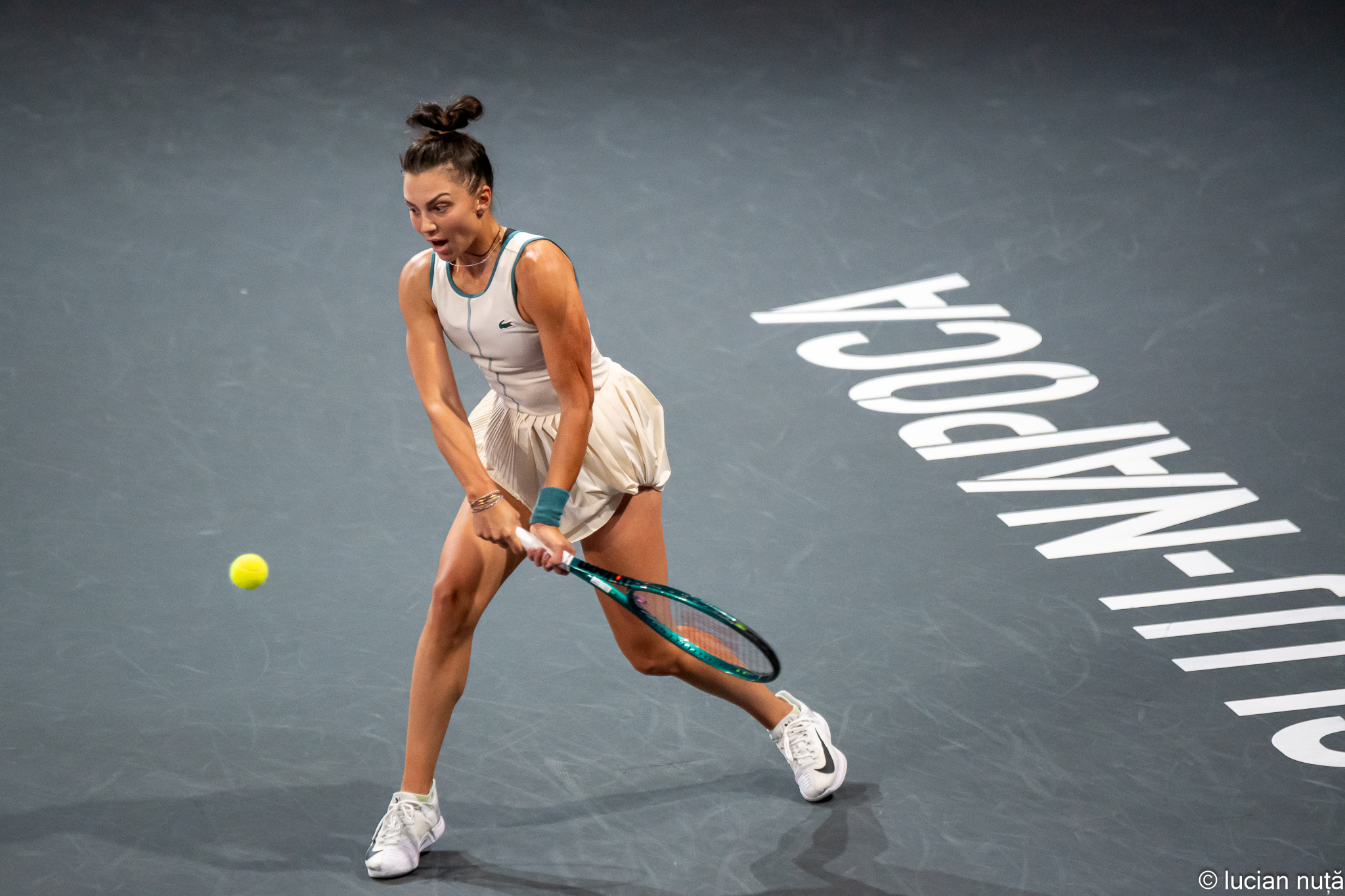
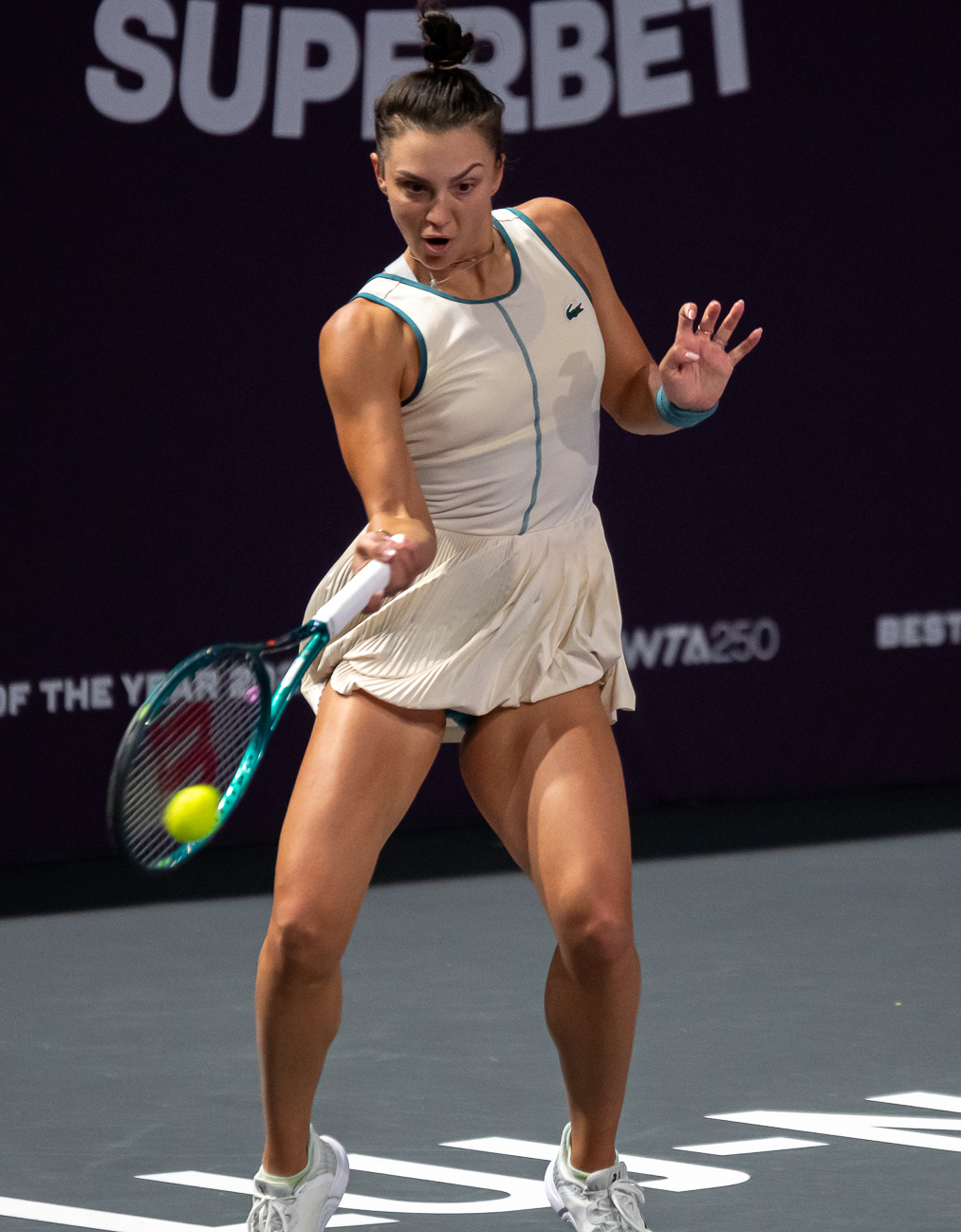
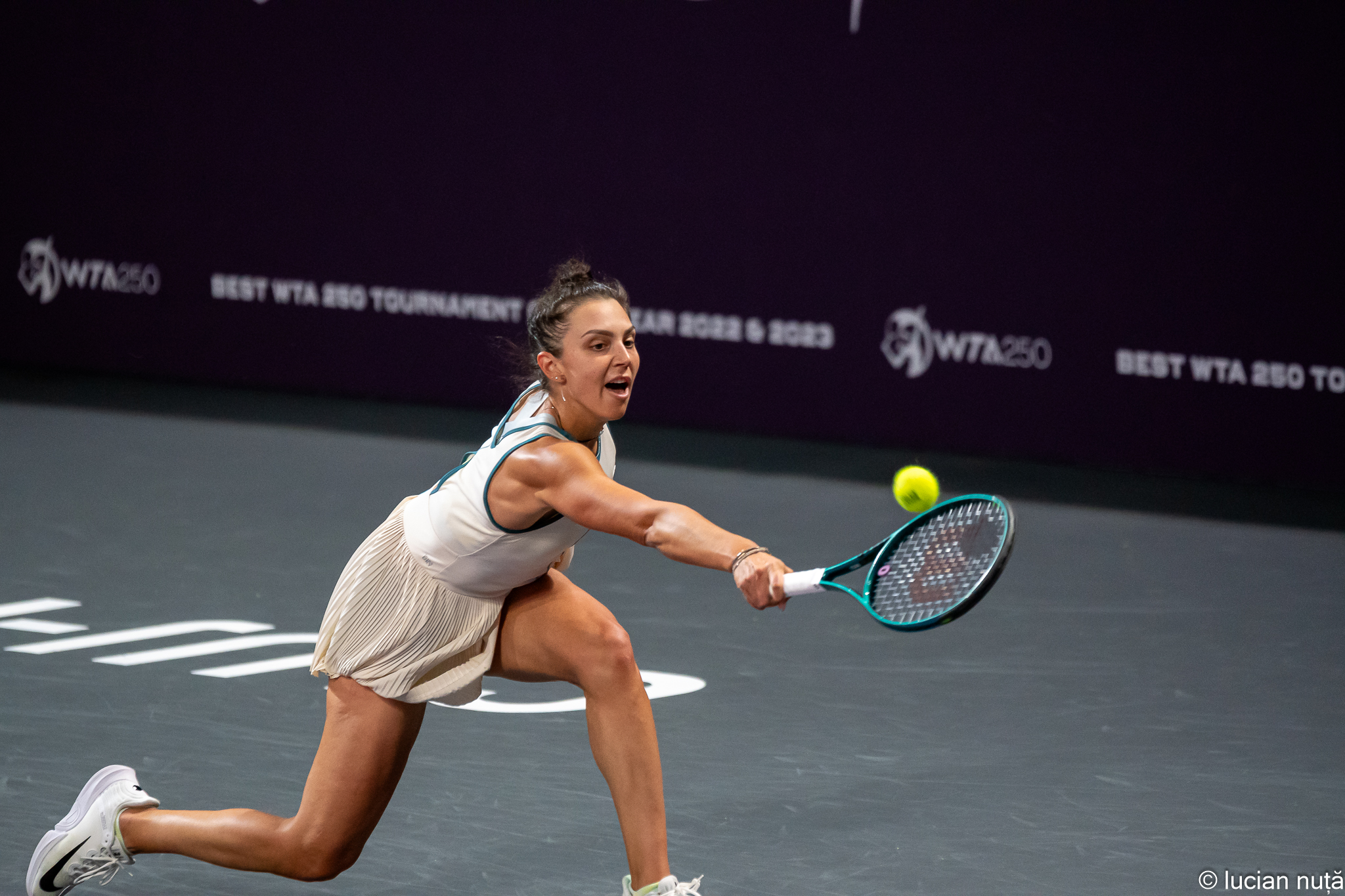

## Rezultate

### Turnee de Grand Slam
| C | F | SF | QF | #R | RR | Q# | P# | DNQ | A | Z# | PO | Au | Ag | Br | NMS | P | NH |

#### Simplu
| Turneu                         | 2017 | 2018 | 2019 | 2020 | 2021 | 2022 | 2023 | 2024  | 2025  | SR                | C–P               | Victorii %        |
| ------------------------------ | ---- | ---- | ---- | ---- | ---- | ---- | ---- | ----- | ----- | ----------------- | ----------------- | ----------------- |
| Turnee de Grand Slam           |      |      |      |      |      |      |      |       |       |                   |                   |                   |
| Australian Open                | A    | A    | A    | Q1   | Q1   | 2R   | 1R   | 1R    | 3R    | 0 / 4             | 3–4               | 43%               |
| French Open                    | A    | A    | A    | Q2   | Q3   | A    | Q1   | 1R    | 3R    | 0 / 2             | 2–2               | 50%               |
| Wimbledon                      | A    | Q1   | A    | NH   | Q1   | A    | 2R   | 1R    |       | 0 / 2             | 1–2               | 33%               |
| US Open                        | A    | Q1   | Q1   | A    | Q3   | 1R   | Q1   | 1R    |       | 0 / 2             | 0–2               | 0%                |
| Câștigat–pierdut               | 0–0  | 0–0  | 0–0  | 0–0  | 0–0  | 1–2  | 1–2  | 0–4   | 4–2   | 0 / 10            | 6–10              | 38%               |
| Reprezentare națională         |      |      |      |      |      |      |      |       |       |                   |                   |                   |
| Billie Jean King Cup           | A    | A    | A    | QR   | QR   | QR   | QR   |       | 0 / 0 | 3–1               | 75%               |                   |
| WTA 1000                       |      |      |      |      |      |      |      |       |       |                   |                   |                   |
| Qatar Open                     | A    | A    | A    | A    | NMS  | 2R   | NMS  | A     | A     | 0 / 1             | 1–1               | 50%               |
| Dubai                          | A    | A    | A    | A    | Q1   | NMS  | A    | Q1    | Q2    | 0 / 0             | 0–0               | –                 |
| Indian Wells                   | A    | A    | NH   | A    | A    | A    | A    | Q1    | 3R    | 0 / 1             | 2–1               | 67%               |
| Miami Open                     | Q1   | A    | A    | NH   | A    | A    | A    | 1R    | A     | 0 / 1             | 0–1               | 0%                |
| Madrid Open                    | A    | A    | A    | NH   | Q1   | A    | 2R   | 3R    | 1R    | 0 / 3             | 3–3               | 50%               |
| Italian Open                   | A    | A    | A    | A    | A    | A    | A    | 3R    | 3R    | 0 / 2             | 4–2               | 67%               |
| Canadian Open                  | A    | A    | A    | NH   | A    | A    | A    | A     |       | 0 / 0             | 0–0               | –                 |
| Statistici carieră             |      |      |      |      |      |      |      |       |       |                   |                   |                   |
| Turnee                         | 1    | 0    | 2    | 1    | 8    | 10   | 9    | 21    | 6     | Total carieră: 58 | Total carieră: 58 | Total carieră: 58 |
| Titluri                        | 0    | 0    | 0    | 0    | 0    | 0    | 0    | 0     | 0     | Total carieră: 0  | Total carieră: 0  | Total carieră: 0  |
| Finale                         | 0    | 0    | 0    | 0    | 1    | 0    | 0    | 0     | 1     | Total carieră: 2  | Total carieră: 2  | Total carieră: 2  |
| Câștigat–pierdut               | 1–1  | 0–0  | 1–2  | 2–1  | 14–8 | 4–10 | 9–9  | 20–22 | 7–6   | 0 / 58            | 58–59             | 50%               |
| Poz.în clasament la sf. anului | 254  | 284  | 205  | 168  | 71   | 148  | 98   | 73    |       | 2.077.134 $       | 2.077.134 $       | 2.077.134 $       |

### Simplu: 1 (finalistă)
| Legendă              |
| -------------------- |
| Turnee de Grand Slam |
| WTA 1000             |
| WTA 500              |
| WTA 250 (0–0)        |

| Finale după suprafață |
| --------------------- |
| Dură (0–1)            |
| Zgură (0–0)           |
| Iarbă (0–0)           |
| Covor sintetic (0–0)  |

| Rezultat | C–P | Dată     | Turneu             | Tier    | Suprafață | Oponent      | Scor          |
| -------- | --- | -------- | ------------------ | ------- | --------- | ------------ | ------------- |
| Pierdut  | 0–1 | Nov 2021 | Linz Open, Austria | WTA 250 | Dură      | Alison Riske | 6–2, 2–6, 5–7 |

### Dublu (1–0)
| Result  | C–P | Data       | Turneu                  | Tier          | Suprafață | Parteneră           | Adversare                          | Scor          |
| ------- | --- | ---------- | ----------------------- | ------------- | --------- | ------------------- | ---------------------------------- | ------------- |
| Pierdut | 0–1 | iulie 2019 | Bucharest Open, Romania | International | Zgură     | Elena-Gabriela Ruse | Viktória Kužmová Kristýna Plíšková | 4–6, 6–7(3–7) |